# Lady Frankenstein
Lady Frankenstein, sottotitolato La figlia di Frankenstein, è un film horror del 1971 diretto da Mel Welles (con lo pseudonimo di Ernst R. von Theumer), liberamente ispirato al romanzo di Mary Shelley Frankenstein, o il moderno Prometeo (1816).

## Trama
Il Barone Frankenstein coadiuvato dal dottor Marshall crea un mostro utilizzando il corpo di un uomo qualunque il cervello e il cuore di un assassino morto per impiccagione. Irriconoscente, il mostro uccide il suo creatore e chiunque gli si ponga davanti.
Tania, la figlia del Barone ucciso dal mostro, chiede ed ottiene che il dott. Marshall, innamorato di lei, faccia trapiantare il proprio cuore ed il proprio cervello nel corpo di Thomas, un giovane mezzadro a servizio nel castello, mentalmente ritardato, ma bello e prestante e che probabilmente possiede una forza sufficiente per fronteggiare la furia omicida della prima creatura. Sapientemente guidato dalla ragazza, Marshall/Thomas sconfigge il rivale ma alla fine uccide, strangolandola, la sua amata che le si era abbandonata tra le braccia.

## Produzione
Il film fu una coproduzione italo-statunitense della Condor International Productions. I membri del cast compaiono con pseudonimi anglosassoni.
Il film fu girato in inglese e italiano, presso gli studi INCIR De Paolis in Via Tiburtina a Roma.

## Distribuzione
La pellicola è stata distribuita nei cinema italiani a partire dal mese di ottobre del 1971.

### Data di uscita
Alcune date di uscita internazionali nel corso degli anni sono state:
- 22 ottobre 1971 in Italia
- 28 gennaio 1972 in Germania (Lady Frankenstein)[16]
- 7 marzo 1972 nel Regno Unito (Lady Frankenstein)[17]
- marzo 1972 negli Stati Uniti d'America  (Lady Frankenstein)[14]
- 16 agosto 1973 in Francia (Lady Frankenstein, cette obsédée sexuelle)

### Divieti
Nella sua prima distribuzione cinematografica la visione della pellicola è stata vietata ad un pubblico di età inferiore ai 18 anni.
Negli Stati Uniti, dove fu distribuita con lo stesso titolo italiano, la pellicola è entrata nel pubblico dominio.
Alcune scene che accentuano violenza ed erotismo sono state tagliate in alcune versioni.

## Critica
Joseph Cotten, nel ruolo del barone Frankenstein, fa un'impressione penosa, specialmente in chi lo ricorda interprete di grande finezza in opere che sono entrate nella storia del cinema.»
(Fantafilm)
Scott Aaron Stine ha scritto che La figlia di Frankenstein non è così insipido come potrebbe essere una videoregistrazione amatoriale e che se questa pellicola fosse stata ancora più banale sarebbe stata divertente. Il film segue la formula stilistica in voga negli anni ’70, del decennio degli eccessi. In linea con ciò diverse le scene gratuite di sesso e violenza, in ogni caso tagliate nella versione americana dando luogo così a problemi riguardo alle differenti versioni nei vari stati.